# 韁核
韁核（habenula，拉丁語中表示韁繩）是位於脊椎動物丘腦背側的一個體積較小的雙側核團，其體積小於一粒豌豆，形狀細長。其與第三腦室接壤，位於松果體前面。
儘管韁核十分微小，但每個韁核都分為兩個不同的區域：內側韁核 (MHb) 和外側韁核 (LHb)，兩者都具有不同的神經元群、傳入纖維和傳出纖維。 內側韁核可以再分為五個亞核，而外側韁核則可分為四個亞核。研究顯示內側韁核及外側韁核形態的複雜性，內側韁核不同的傳入纖維分別投射到不同的亞核。內外側韁核之間不同的基因表現使兩個區域有不同的功能。
韁核是脊椎動物演化中的保守結構，哺乳動物的韁核是高度對稱的，而魚類、兩棲類及爬蟲類的韁核在大小、分子組成及連接方面都極不對稱。韁核是邊緣系統通路中一個主要組成部分，韁核和腳間核之間的後屈束路徑是發育中的大腦中首先形成的主要神經束之一。
韁核是連接前腦區域和中腦區域的中央結構，為情緒和感覺處理整合的樞紐或交點，它整合來自邊緣系統、感官和基底核的訊息來做出適當且有效的反應措施。韁核參與單胺神經傳導物質的調節，特別是多巴胺和血清素，這兩種神經傳導物質都與焦慮症和迴避行為密切相關。韁核的功能也涉及動機、情緒、學習以及痛覺，內側韁核在憂鬱、壓力、記憶和尼古丁戒斷中發揮重要作用，也在古柯鹼、安非他命和酒精成癮中發揮重要作用。內側韁核表現出高水平的菸鹼型乙醯膽鹼受體 (nAChR)，其參與多種形式的成癮。

## 解剖學
每個韁核都分為內側及外側兩個部分，研究顯示內側韁核可以再分為五個亞核，而外側韁核則可分為四個亞核。 左右韁核由韁連合相連接，松果體附著於腦部此區域。

### 外側韁核
外側韁核主要的傳入區域是外側視前區、腹側蒼白球、外側下視丘、內側韁核和蒼白球的內部。外側韁核中的神經元是「負向獎勵」的，因為它們會被與不愉快事件、獎賞的缺乏或懲罰的存在相關的刺激活化。 外側韁核的獎勵訊息來自蒼白球內部。
外側韁核的輸出作用於多巴胺能區域、血清素區域及膽鹼能區域此輸出抑制黑質緻密部和腹側被蓋區的多巴胺神經元，外側韁核的活化與其失去活性相關，相反的，外側韁核的失活也與其活化相關。外側韁核的功能是抵抗外側被蓋核在獲得迴避反應時的作用，但在形成記憶、動機或執行時，不會對迴避反應起作用。 研究表明，外側韁核可能在決策中發揮至關重要的作用，研究也表明，外側韁核活性異常和憂鬱症之間存在關聯。

### 內側韁核
內側韁核接收來自後部透明中隔及Broca氏對角帶，外側韁核接收來自外側下視丘、伏隔核、蒼白球內側部、腹側蒼白球和Broca氏對角帶的傳入訊號。 整體而言，這個複雜互連的區域是背側間腦傳導系統（DDCS）的一部分，負責將訊息從邊緣系統傳遞到中腦、後腦和內側前腦。
內側韁核的輸入來自各個區域並攜帶許多不同的化學物質。傳入區域包括間隔核、來自腹側被蓋區束間核的多巴胺能輸入，來自藍斑核的去甲腎上腺素能輸入以及來自Broca對角帶的GABA能輸入。內側韁核將麩胺酸、P物質和乙醯膽鹼的輸出通過腳間核發送到導水管周圍灰質以及松果體。

### 不對稱性
Nikolaus Goronowitsch在1883年發現了韁核的不對稱性，許多物種皆展現了韁核神經元左右不對稱的分化。在許多魚類和兩棲動物中，一側的韁核明顯比另一側大，並且更好地組織成背側間腦中的不同核。這種分化的側面（無論是左側較發達還是右側較發達）因物種而異。而鳥類及哺乳類的兩個韁核都比較對稱，並且每側都由內側核和外側核組成，在魚類和兩棲動物中分別相當於背側韁核和腹側韁核。

### 嗅覺編碼
在一些魚（七鰓鰻和硬骨魚）中，僧帽细胞（主要嗅覺神經元）軸突以不對稱的方式專門投射到韁核的右半球，這表示背側韁核在功能上不對稱，主要是右半球的氣味反應。 研究還表明，即使沒有嗅覺刺激，背側韁核神經元也會自發性活躍。 這些自發性活動的背側韁核神經元被組織成功能簇，旨在控制嗅覺反應。

## 功能
這個核團被認為參與單胺類神經傳導物質，如多巴胺和血清素的調節。
韁核參與疼痛處理、生殖行為、營養、睡眠-覺醒週期、壓力反應和學習。近期使用功能性磁振造影和單一單元電生理學的演示將外側韁核的功能與獎勵處理緊密聯繫起來，特別是在編碼負回饋或負獎勵方面。Matsumoto（松本）和Hikosaka（彦坂）在2007年提出，大腦中的獎勵和負面獎勵信息可能通過外側韁核、基底神經節和單胺能（多巴胺和血清素）系統之間的相互作用加以詳細說明，並且外側韁核可能在這種整合功能中發揮關鍵作用。 其後Bromberg-Martin等人於2011年強調，除了正向和負向獎勵預測錯誤之外，外側韁核中的神經元還發出正向和負向資訊預測錯誤訊號。

## 與憂鬱症的關聯
患有重度憂鬱症的患者，內側和外側韁核的體積均減少，右側神經元細胞數量也減少，這種變化在精神分裂症患者中不會出現。外側韁核的主要傳入束（即丘腦髓紋）的深部腦刺激已被用於治療嚴重、遷延且難以治療的憂鬱症。
在動物研究中，外側韁核的NMDA受體依賴性爆發與憂鬱症有關，並且已經證明，全身麻醉劑氯胺酮能當作受體拮抗劑來阻止這種放電。氯胺酮在人類中顯示出快速作用的抗憂鬱作用（劑量為0.5毫克/體重/公斤）後，已成為許多研究的主題。

## 動機和成癮
近期對韁核的研究已經開始將結構與有機體當前的情緒、動機感和獎勵識別聯繫起來。 外側韁核原先被認為是一種「反獎勵」訊號，但後來的研究表明外側韁核有助於識別偏好、幫助大腦區分潛在的行動和隨後的動機決策。 在一項使用巴甫洛夫條件反射模型的研究中，結果顯示韁核反應增加， 這種增加與懲罰（即電擊）相關的條件刺激同時發生。 因此，研究人員推測，若外側韁核的抑制或損傷導致無法處理此類訊息，則可能導致隨機動機行為。外側韁核對於理解獎勵和動機關係尤其重要，因為它與成癮行為有關， 其抑制多巴胺能神經元，減少多巴胺的釋放。 多項動物研究表明，接受獎勵與多巴胺濃度升高同時發生，但一旦動物學會了習得關聯，多巴胺濃度就會保持升高，只有在獎勵被取消時才會降低。 因此，多巴胺濃度只會隨著不可預測的獎勵和「正預測錯誤」而增加。此外，去除預期獎勵會活化外側韁核，抑制多巴胺濃度，這項發現解釋了為什麼成癮藥物與多巴胺濃度升高有關。

### 尼古丁與菸鹼型乙醯膽鹼受體
根據國家藥物濫用研究所的數據，美國五分之一的可預防的死亡是由菸草的使用引起的。尼古丁是大多數菸草製品中發現的成癮藥物，很容易被身體的血液吸收。 儘管人們容易誤解使用菸草和尼古丁具有放鬆作用，但動物行為測試顯示尼古丁具有致焦慮作用。 菸鹼型乙醯膽鹼受體（nAChR）已被確定為尼古丁活性的主要位點並調節隨後的細胞極化。菸鹼型乙醯膽鹼受體由許多α和β亞基組成，在外側韁核及內側韁核中都有發現，研究表明它們可能在成癮和戒斷行為中發揮關鍵作用。

## 歷史
韁核是一種在3.6億多年前出現在脊椎動物中的保守結構，安德烈亞斯·維薩留斯於1555年首次描述了韁連合，而狄奧多·赫曼·梅涅特則在1872年提到了韁核。

## 外部連結
- Stained brain slice images which include the "Habenula" at the BrainMaps project
- NIF Search - Habenula （页面存档备份，存于） via the Neuroscience Information Framework
- 神經解剖學實驗室剖面圖集

- Jetti SK, Vendrell-Llopis N, Yaksi E. . Current Biology. February 2014, 24 (4): 434–9. PMID 24508164. doi:10.1016/j.cub.2014.01.015 .